# John Stone (actor)
John Stone (26 de mayo de 1924 — 2007) fue un actor teatral y cinematográfico británico.

## Biografía
Nacido en Cardiff, Gales, su verdadero nombre era John Hailstone. Stone estudió en el Brighton College, y debutó como actor teatral en el circuito del West End londinense trabajando en One Wild Oat, de Vernon Sylvaine, en 1948. Posteriormente actuó en el estreno en Londres de la obra de Arthur Miller Panorama desde el puente (Teatro Comedy, 1956); And Suddenly it's Spring, Teatro Duke of York, 1959; Signpost to Murder, Teatro Cambridge, 1962; y con el papel de Crestwell en la pieza de Noel Coward Relative Values, Teatro Westminster, 1973.
Bajo contrato con la Organización Rank, fue uno de los componentes de la Company of Youth de Sydney Box ("Charm School") a finales de la década de 1940. Entre los filmes en los que actuó figuran The Weaker Sex (dirigida por Roy Ward Baker en 1948); The Frightened City, de 1961; The Masque of the Red Death, dirigida por Roger Corman en 1964; Deadlier Than the Male (1967); y Sólo se vive dos veces (1967).
Stone se hizo una figura familiar para el público televisivo británico de las décadas de 1950 a 1980, destacando de ese período su personaje del Capitán John Dillon en la serie Quatermass II (1955). En 1957 fue el agente especial Mike Anson en la producción de Independent Television (ITV) Destination Downing Street, la cual se emitió durante 26 semanas. Desde 1971 a 1974 Stone fue el Dr. Ian Moody en la serie de Yorkshire Television Justice, en la cual trabajaba la actriz Margaret Lockwood, su compañera sentimental en la vida real a lo largo de 17 años. Posteriormente actuó en el show de la BBC Flesh and Blood (1980–82) y en Strike it Rich (1986/87).
Bajo su nombre de nacimiento, John Hailstone, escribió A Present for the Past, una obra estrenada en el Teatro Royal Lyceum de Edimburgo con ocasión del Festival Internacional de la ciudad de 1966. En la función actuaban Wendy Hiller, Renee Asherson, y Gwen Ffrangcon-Davies, estando la producción a cargo de Michael Codron.
John Stone falleció en 2007, desconociéndose la fecha y el lugar exactos.

## Selección de su filmografía
- The Bad Lord Byron (1949)
- Assault (1971)